# Kishi Aino
Kishi Aino (希志 あいの (Hi-Chí Ái-Dã) 1 tháng 2 năm 1988 –) là một tarento, cựu nữ diễn viên khiêu dâm và cựu thần tượng áo tắm người Nhật Bản.

## Sự nghiệp
Ảnh áo tắm của cô lần đầu được đăng trên tạp chí "Young Gangan" phát hành ngày 16/3/2007. Cô cũng đã phát hành 2 video hình ảnh và 1 sách ảnh. Sách ảnh này đã xếp thứ nhất trong bảng xếo hạng hàng tuần của Shosen Bookmart.
Tháng 11/2007, có nhiều lời đồn cô ra mắt ngành phim khiêu dâm, và thông báo cô ra mắt ngành phim khiêu dâm đã được thông báo chính thức trên Tokyo Sports vào ngày 12/12. Dù cô đã phủ nhận điều này vào tháng 11/2007 trên blog chính thức, cô cũng đã xác nhận sẽ ra mắt vào tháng 2/2008. Tại thời điểm đó việc cô thay đổi ngành sau 1 năm làm mẫu ảnh áo tắm là khá khác thường.
Ảnh khỏa thân lông mu của cô đã được đăng tải trên tạp chí fukurotoji FLASH số ngày 25/12/2007. Vào ngày 22/2/2008, cô đã ra mắt ngành phim khiêu dâm với tư cách là nữ diễn viên độc quyền của Japan Home Video và MAX-A với phim "Thành viên nhóm thần tượng đang hoạt động Kishi Aino ra mắt ngành" (現役アイドルユニットメンバー 希志あいのデビュー). Tiêu đè này đến ttuwf việc cô đã tham gia nhóm thần tượng "Half Moon".
1/2/2010, cô đã ra mắt tự do từ hãng Idea Pocket. Từ tháng 4, cô cũng đã xuất hiện trên loạt chương trình Onemasu bắt đầu từ "Choito Muscat!" (TV Tokyo).
2011 - Cô cùng Yokoyama Miyuki, người đã cũng xuất hiện trong các chương trình Onemasu và Kizaki Jessica hợp tác để xuất bản bài hát "Bên cạnh em" (そばにいてね/ Soba ni ite ne).
Từ ngày 5/1 đến 29/2/2012, cô đã xếp thứ 28 trong cuộc bầu cử khán giả về dự án kỉ niệm 30 năm phim khiêu dâm (AV30).
Trong chương trình ngày 7/3/2012 trưởng nhóm Ebisu Muscats thế hệ thứ hai Asami Yuma đã rời chức trưởng nhóm và cô đã được chọn làm trưởng nhóm thế hệ thứ ba theo ý kiến khảo sát nhân viên.
4/5/2015,cô thông báo sẽ nghỉ việc tại sự kiện trao giải của Giải thưởng phim người lớn DMM.R18, vào tháng 12/2015. Sự kiện cuối cùng vào tháng 12 cũng là sự kiện cuối cùng của Asami Yuma và Kasumi Kaho.
29/4/2016, cô đã tham gia buổi thứ hai của "Tiệc trình diễn Kasumi Kaho" (sự kiện đánh dấu nghỉ việc).
Sau khi nghỉ việc cô vẫn làm việc cho công ti chủ quản, và vào tháng 5/2016, cô đã nhận làm MC cho Giải thưởng phim người lớn DMM 2016 để tiếp tục đóng góp cho ngành và là lần đầu tiên cô xuất hiện trước công chúng sau 6 tháng.

## Đời tư & Cuộc sống
- Khi cô nói rằng sẽ ra mắt ngành phim khiêu dâm với bố mẹ, họ đã không có cái nhìn tốt về cô, tuy nhiên sau đó họ đã tha thứ và nói "Chỉ cần Aino vẫn còn là Aino mọi thứ vẫn ổn thôi". Cô đã không thể thuyết phục bố mẹ cô về ciệc này.[7]
- Lần đầu cô quan hệ tình dục là vào Giáng sinh năm nhất trung học.[7]
- Sở thích của cô là vẽ tranh sơn dầu, tắm, mua sắm và chơi Lineage II. Kĩ năng đặc biệt của cô là chơi thể dục dụng cụ.[1]
- Do tóc dài và thân hình mảnh mai, cô đã được đặt khẩu hiệu "Cô gái mảnh mai của Thời đại mới" trên "Choito Muscat!", chương trình mà cô thường xuất hiện. Do khiếu hài hước tình dục, cô cũng thường được biết đến là "Amazon trong lĩnh vực gợi dục".
- Tarento Katsumata Kunikazu là mọt người hâm mộ Aino, tuy nhiên anh đã bị sốc vò lời nói mạnh bạo của cô trong chương trình Vua ngụy biện. Aino đã xin lỗi và trả lời lại rằng "Katsumata-san, lần sau hãy giải quyết bằng liếm dương vật."
- Vào năm 2012, cô đã đóng giả làm con trai dưới tên Kishio-kun khi xuất hiện tại sự kiện.[8] Do phong cách đẹp trai của cô, chương trình đã được đặt tên là "Lá thư tình của Kisshan", nhưng cô đã từ chối thế nên chương trình được gọi là Lá thư tình của Aino. Maccoi Saitō cũng đã nói rằng cô được chọn làm trưởng nhóm thứ ba của Ebisu Muscats nhờ "dựa vào tính cách".
- Cô đã tham gia Buổi thử giọng cho Mecha x 2 Iketeru! phát sóng ngày 9/10/2010. Cô đã không nói gì về điều này, tuy nhiên cô có thể dễ dàng được nhận ra nhờ thẻ tên. Mặc dù cô đã suýt bị Katō Kōji đánh bại, cô đã đánh bại Katō cùng các thành viên Muscats khác theo lời Maccoi Saitō.
- Cô cũng đã thành lập nhóm 3 thành viên "Hi quân đoàn" (希軍団) cùng Kizaki Jessica và Nozomi Mayu, những người cùng công ti chủ quản và cùng có chữ Hi (希) trong tên với cô.[9] Ngoài ra, cô cũng thích kịch sân khấu và đã có kế hoạch thành lập "Kịch đoàn Kishi", tuy nhiên có vẻ chưa tìm được thành viên.
- Cô đã nói rằng cô bị dị ứng trái cây, và đã liệt cô trái cây cô không ăn được là dâu tây, táo, kiwi, lê, dứa, đào và anh đào. Mặt khác, cô có thể ăn chuối, các loại cam quýt, nho, các loại dưa, dưa hấu và quả hồng.[10]
- Cô thích Yoshizawa Akiho đến mức đã đặt Akiho làm hình nền.
- Cô đã từng bị nhiễm Dengue khi đóng phim tại nước ngoài.